# Eastern College Athletic Conference
Die Eastern College Athletic Conference (ECAC) ist ein Zusammenschluss von gegenwärtig (2016) 303 Mitgliedshochschulen der NCAA. Der Zusammenschluss reicht von Maine im Norden bis South Carolina im Süden und Missouri im Westen. In der ECAC werden 16 verschiedene Sportarten (13 von Männern und 14 von Frauen) betrieben. Alle Mitgliedshochschulen gehören auch wenigstens einer anderen Conference an. Die ECAC ist verantwortlich für den Wettkampfsport von mehr als 110.000 studierenden Amateursportlerinnen und -sportlern.

## Geschichte der ECAC
Die ECAC wurde 1938 als Central Office for Eastern Intercollegiate Athletics durch die Initiative von James Lynah (Cornell University) gegründet. Der erste hauptberufliche Commissioner war Asa S. Bushnell. Die ECAC war nur für männliche student-athletes zuständig. Erst 1983 wurde der Zusammenschluss mit der Eastern Association of Intercollegiate Athletics for Women (EAIAW) (zuständig nur für Studentinnen)  vollzogen. Der Sitz ist in Danbury, Connecticut.
Die ECAC stellt einheitliche akademische Standards für die Sportlerinnen und Sportler der Mitgliedshochschulen sicher und ermöglicht den Hochschulen, die in einzelnen Sportarten keine conference angehören, trotzdem einen geregelten Wettkampfbetrieb. Darüber hinaus werden nach der regulären Saison weitere Pokal-(bowl)wettbewerbe durchgeführt, die durch die hohe Anzahl der Mitgliedshochschulen ein besonderes Gewicht haben. Zudem werden Preise für die besten Sportler/Trainer etc. der ECAC vergeben. Der gegenwärtige Commissioner ist Kevin McGinniss (seit 2013).